# Wasilij Najdienko
Wasilij Michajłowicz Najdienko (ros. Василий Михайлович Найденко, ur. 24 listopada?/7 grudnia 1915 w Krzywym Rogu, zm. 13 stycznia 1969 w Leningradzie) – radziecki lotnik wojskowy, pułkownik, Bohater Związku Radzieckiego (1943).

## Życiorys
Urodził się w ukraińskiej rodzinie robotniczej. Uczył się w Kijowskim Instytucie Sztuk Pięknych, od 1934 służył w Armii Czerwonej, w 1936 ukończył wojskową lotniczą szkołę pilotów w Odessie. Później brał udział w wojnie domowej w Hiszpanii, strącając osobiście 3 i w grupie 6 samolotów wroga. Latem 1939 w składzie 22 pułku lotnictwa myśliwskiego walczył w bitwie nad Chałchin-Goł, strącając osobiście 2 i w grupie 9 japońskich samolotów (wg innych informacji odniósł wówczas 5 zwycięstw). Zimą 1939/1940 w składzie 25 pułku lotnictwa myśliwskiego uczestniczył w wojnie z Finlandią, podczas której odniósł 4 zwycięstwa. Od czerwca 1941 walczył w wojnie z Niemcami jako dowódca eskadry 126 pułku lotnictwa myśliwskiego, a później dowódca tego pułku, brał udział m.in. w walkach w rejonie Tuły, na Froncie Zachodnim i później Kalinińskim, w tym w bitwie pod Moskwa. 5 września 1942 został ciężko ranny w bitwie pod Stalingradem. Do marca 1943 w wojnie z Niemcami jako dowódca 126 pułku lotnictwa myśliwskiego 6 Korpusu Lotnictwa Myśliwskiego Wojsk Obrony Przeciwlotniczej w stopniu majora strącił osobiście 5 i w grupie 13 samolotów wroga, za co otrzymał tytuł Bohatera Związku Radzieckiego. Łącznie podczas wojny wykonał ponad 500 lotów bojowych. Po wojnie kontynuował służbę w lotnictwie do 1953, gdy został zwolniony do rezerwy w stopniu pułkownika.

## Odznaczenia
- Złota Gwiazda Bohatera Związku Radzieckiego (21 kwietnia 1943)
- Order Lenina (21 kwietnia 1943)
- Order Czerwonego Sztandaru (trzykrotnie, 1 marca 1938, 17 lutego 1939 i 9 sierpnia 1941)
- Order Czerwonej Gwiazdy (15 listopada 1950)
- Medal „Za zasługi bojowe” (3 listopada 1944)

I inne.